# Sundance (Paul Lawler)
Sundance is een studioalbum van Paul Lawler. Het was het eerste album dat hij opnam voor het platenlabel New World Music, gespecialiseerd in new agemuziek. Lawler liet zich bij dit album inspireren door de muziek van Indianen en het dwarsfluit- en bansurispel van Vladiswar Nadishana.  

## Musici
- Paul Lawler – alle muziekinstrumenten

## Muziek
| Nr. | Titel           | Duur |
| --- | --------------- | ---- |
| 1.  | Bochica         | 5:56 |
| 2.  | Windmills       | 4:40 |
| 3.  | Moksha          | 6:43 |
| 4.  | Oasis           | 6:49 |
| 5.  | Cloud walker    | 7:19 |
| 6.  | Caravan         | 5:24 |
| 7.  | Early mist      | 6:06 |
| 8.  | Mair go bas     | 6:44 |
| 9.  | Kokopelli       | 5:23 |
| 10. | Close your eyes | 5:34 |
| 11. | Sundance        | 6:27 |